# Ludwig Castagna
Ludwig Castagna (* 17. Juni 1867 in Buje; † 20. Februar 1944 in Wien) war ein österreichischer Mechaniker und Erfinder.

## Leben
Ludwig Castagna war ein Sohn von Philomena Castagna und des Militärbeamten Franz Castagna. Seine Eltern starben beide, als er vier Jahre alt war. Er lebte danach bei Verwandten in seiner Geburtsstadt Buje in Istrien. Von 1879 bis 1883 wohnte er im staatlichen Waisenhaus am Alsergrund in Wien. Er gehörte später zu den Gründern und Leitern eines Unterstützungsvereins für dieses Waisenhaus. Castagna wurde 1884 Mechanikerlehrling an der Universitätssternwarte Wien und legte dort 1887 seine Gesellenprüfung ab. Nachdem er eine Zeit lang als Mechaniker gearbeitet hatte, machte er von 1890 bis 1891 eine Ausbildung am Technologischen Gewerbemuseum und hörte von 1892 bis 1893 Vorlesungen an der Technischen Hochschule Prag.
Castagna eröffnete 1894 in Wien einen Betrieb als selbstständiger Mechanikermeister. Im selben Jahr gründete er die Universitätswerkstätte für wissenschaftliche Feinmechanik am Physiologischen Institut der Universität Wien. Fortan arbeitete er parallel für seinen eigenen Betrieb und für die Universität. Seine Ehefrau Elise Castagna, geborene Auinger, starb 1920. Castagna baute 1921 seinen Handwerksbetrieb zur Gesellschaft Castagna & Co aus, als dessen zweiter Geschäftsführer der Maler Kurt Libesny fungierte. Die Gesellschaft bezweckte die Produktion von und den Handel mit wissenschaftlichen, physikalischen und medizinischen Apparaten sowie Foto- und Kinoapparaten. Das Handelsgericht Wien bestellte Ludwig Castagna 1922 zum Sachverständigen für Kinoapparate. Seine Firma wurde 1924 in die Gesellschaft L. Castagna & Sohn umgewandelt, über die 1933 ein Ausgleichsverfahren eröffnet wurde.
Ludwig Castagna starb im Alter von 76 Jahren im Lainzer Krankenhaus. Er wurde auf dem Gersthofer Friedhof bestattet.

## Werk
Eines der Hauptgebiete von Ludwig Castagna als Konstrukteur und Erfinder waren medizinische Apparate. So schuf er etwa ein Blutdruckmessgerät, einen Apparat zur Registrierung von Herz- und Nierentätigkeit und einen Kymographen zur Beobachtung von Muskel- und Nerventätigkeit. Ein weiterer Schwerpunkt lag in der Weiterentwicklung der Filmtechnik. Dabei arbeitete er mit dem Filmproduzenten Sascha Kolowrat zusammen. Auch bei einem der ersten Tonfilme aus Österreich, Stürmisch die Nacht der Filmgesellschaft Selephon, wirkte Castagna 1930 an der Konstruktion der Aufnahmeapparate mit.
Zu weiteren wichtigen Erfindungen Castagnas zählen ein für die Österreichische Akademie der Wissenschaften entwickelter Phonograph, ein Ballistograph zur automatischen Filmaufnahme der Flugbahn von Geschossen und ein Akustometer, mit dem speziell in Theaterbauten die Akustik großer Säle überprüft werden konnte.

## Ehrungen
- Titel Kaiserlicher Rat (1917)
- Titel Kommerzialrat (1927)[1]
- Straßenbenennung der Castagnagasse in Wien-Kagran (1965)[10]